# Zick Zack
Zick Zack ist ein Lied der deutschen Band Rammstein, das am 7. April 2022 als Musikvideo und einen Tag später als physische Single vorab aus ihrem achten Studioalbum Zeit ausgekoppelt wurde. Der Song wurde von der Band geschrieben und von dieser mit Olsen Involtini produziert.

## Hintergrund
Am 1. April 2022 gab die Band bekannt, dass sie in eine Berliner Schönheitsklinik investiert habe. Angesichts des Datums wurde das von Medien wie Laut.de als Aprilscherz aufgefasst. Zwei Tage später teilte Rammstein in sozialen Netzwerken eine Bildreihe, in der die sechs Musiker scheinbar nach Schönheitsoperationen zu sehen sind. Dazu wurde auf die fiktive „Zick Zack Beauty Clinic“ hingewiesen und eine Telefonnummer gezeigt, unter der es weitere Informationen gebe. Wer dort anrief, erfuhr den 7. April 2022, 18 Uhr deutscher Zeit als Veröffentlichungstermin und hörte einen kurzen instrumentalen Ausschnitt sowie eine vom Sänger Till Lindemann vorgetragene Textzeile. Einen Tag vor der Veröffentlichung des Videos folgte ein anderes Bild der Musiker, das sie auf einer Bühne mit ihren Instrumenten zeigt. Der Kleidungsstil ist an den von Schlagerinterpreten angelehnt. Bei Laut.de wurde dieser optische Einblick als „Keine Lust meets Florian Silbereisen“ beschrieben.

## Musik und Text
Durch die vorab publizierten Bilder, die wie eine Werbekampagne für eine Schönheitsklinik anmuten, deutete die Band grundsätzlich das Thema Schönheit bzw. Schönheitsoperationen an. Die über die damit einhergehend freigeschaltete Hotline zu hörenden Textausschnitte – „Messer, Tupfer, Vollnarkose, sieben Kilo Reiterhose und Bauchfett in die Biotonne, der Penis sieht jetzt wieder Sonne“ sowie „Falten rascheln am Skalpell, Vorhaut weg – sehr aktuell!“ – führten das Thema weiter.

## Musikvideo
Das Video entstand unter der Regie von Joern Heitmann. Es zeigt sechs durch Schönheitsoperationen sichtbar veränderte Musiker, die in einem Club vor weiblichen Senioren aufspielen.
Das Video wurde im Teatr Sabat Małgorzaty Potockiej in Warschau und im psychiatrischen Krankenhaus in Pruszków gedreht.

## Chartplatzierungen
Zick Zack erreichte auf Anhieb die Spitze der deutschen Singlecharts. Für die Band ist es nach Pussy, Deutschland und Zeit die vierte Nummer-eins-Platzierung in den deutschen Singlecharts.
| ChartsChartplatzierungen | Höchstplatzierung | Wochen |
| ------------------------ | ----------------- | ------ |
| Deutschland (GfK)        | 1 (11 Wo.)        | 11     |
| Österreich (Ö3)          | 8 (7 Wo.)         | 7      |
| Schweiz (IFPI)           | 11 (5 Wo.)        | 5      |

| ChartsJahrescharts (2022) | Platzierung |
| ------------------------- | ----------- |
| Deutschland (GfK)         | 84          |